# اختاپوس (فیلم ۱۳۹۱)
آهوی پیشونی‌سفید با نام قبلی اختاپوس که در پوستر نام آن را اختاپوس:‌ دفتر اول، آهوی پیشونی‌سفید و اختاپوس (آهوی پیشونی‌سفید) نیز نوشته‌اند و به دلیل نام دنباله‌هایش با عنوان پیشونی‌سفید ۱ نیز شناخته می‌شود، یک فیلم خانوادگی به تهیه‌کنندگی سید مسعود اطیابی و نویسندگی و کارگردانی سید جواد هاشمی است. این فیلم در ۱۹ مهر ۱۳۹۱ اکران و با نظر خوب منتقدان و مردم مواجه شد. این فیلم نخستین قسمت از سه‌گانهٔ اختاپوس است که در دنبالهٔ آن، قسمت دوم با نام پیشونی‌سفید ۲ در ۱۳۹۶ و قسمت سوم با نام پیشونی‌سفید ۳ در ۱۳۹۷ در سینماهای سراسر ایران اکران‌شد.

## داستان
آهوی پیشونی سفید که از دست سخت‌گیری‌های پدرش خسته شده، با فریب عجوزه راهی شهر آرزوها می‌شود و در آن جا با حوادثی رو به رو می‌شود که در انتظار او نشسته‌اند…
داستان فیلم به گونه‌ای نوشته شده که در آن شخصیت‌های فولکلور، قدیمی و معروف ایرانی از جمله خاله سوسکه و آقا موشه، آهوی پیشونی سفید، عفریته، عجوزه، سالار، گرگ، روباه، خرس پلیس و… نیز حضور دارند.

## بازیگران
- ترلان پروانه در نقش آهوی پیشونی سفید
- محمدرضا شریفی‌نیا در نقش سالار خرس
- امین حیایی در نقش آقا موشه
- امین زندگانی در نقش عجوزه
- گوهر خیراندیش در نقش عفریته
- امیر غفارمنش در نقش گرگی
- هومن حاجی‌عبداللهی در نقش روبی
- نیلوفر خوش خلق در نقش خاله سوسکه
- نادر سلیمانی در نقش پاندا پلیس
- سید جواد هاشمی در نقش پیر استاد
- ساغر عزیزی در نقش اختاپوس
- پریا مردانیان در نقش خال خالی